# Ole Julian Bjørgvik Holm
Ole Julian Bjørgvik Holm (* 23. Mai 2002 in Oslo) ist ein norwegischer Eishockeyspieler, der seit 2023 bei den Cincinnati Cyclones in der ECHL unter Vertrag steht.

## Karriere
Ole Julian Bjørgvik Holm begann seine Karriere als Eishockeyspieler beim Manglerud Star Ishockey. Mit dem Klub aus seiner Heimatstadt Oslo gewann er sowohl die U16-, als auch die U18-Meisterschaft Norwegens. 2018 wechselte er nach Nordamerika, wo er zunächst unterklassig bei den Colorado Thunderbirds spielte, aber auch zwei Spiele für den Tri-City Storm absolvierte, der ihn der 18. Runde des USHL Entry Draft 2018 an insgesamt 282 Stelle gedraftet hatten. Beim CHL Import Draft 2019 wurde er in der ersten Runde als insgesamt 32. Spieler von den Mississauga Steelheads aus der Ontario Hockey League gezogen. Nach einem Jahr dort wurde er beim NHL Entry Draft 2020 in der fünften Runde von den Columbus Blue Jackets als insgesamt 145. Spieler ausgewählt. Nachdem er zunächst leihweise zum Manglerud Star zurückgekehrt war, beendete er die Saison 2020/21 bei den Cleveland Monsters, dem Farmteam der Blue Jackets aus der American Hockey League. Anschließend spielte er wieder in Mississauga, bevor er 2022 einen erneuten Anlauf bei den Cleveland Monsters unternahm. Er wurde aber nur 25 mal in der AHL eingesetzt und spielte zusätzlich knapp zwanzig Spiele für deren Farmteam Kalamazoo Wings in der ECHL. Seit Oktober 2023 steht er bei den Cincinnati Cyclones in der ECHL auf dem Eis.

### International
Für Norwegen nahm Bjørgvik Holm im Juniorenbereich an der U18-Weltmeisterschaften der Division I 2018 und 2019 sowie der U20-Weltmeisterschaft der Division I 2022, als er zum besten Verteidiger des Turniers gewählt wurde, teil.
Im Seniorenbereich stand er im Aufgebot seines Landes bei den Weltmeisterschaften 2021 und 2023.

## Erfolge und Auszeichnungen
- 2017 Norwegischer Meister der U18-Junioren mit Manglerud Star Ishockey
- 2018 Norwegischer Meister der U18-Junioren mit Manglerud Star Ishockey
- 2022 Bester Verteidiger bei der U20-Weltmeisterschaft der Division I, Gruppe A

## Statistik
(Stand: Ende der Saison 2022/23)